# Sacramento Kings 2013-2014
La stagione 2013-14 dei Sacramento Kings fu la 65ª nella NBA per la franchigia.
I Sacramento Kings arrivarono quarti nella Pacific Division della Western Conference con un record di 28-54, non qualificandosi per i play-off.

## Roster
| N° | Naz.                   | Ruolo | Sportivo          | Anno | Alt. | Peso |
| -- | ---------------------- | ----- | ----------------- | ---- | ---- | ---- |
| 0  | Stati Uniti (bandiera) | G     | Orlando Johnson   | 1989 | 196  | 100  |
| 3  | Stati Uniti (bandiera) | G     | Ray McCallum      | 1991 | 191  | 86   |
| 5  | Stati Uniti (bandiera) | A     | Quincy Acy        | 1990 | 201  | 106  |
| 5  | Stati Uniti (bandiera) | G     | John Salmons      | 1979 | 201  | 95   |
| 7  | Stati Uniti (bandiera) | G     | Jimmer Fredette   | 1989 | 188  | 88   |
| 8  | Stati Uniti (bandiera) | A     | Rudy Gay          | 1986 | 203  | 104  |
| 9  | Stati Uniti (bandiera) | G     | Jared Cunningham  | 1991 | 193  | 88   |
| 9  | Stati Uniti (bandiera) | A     | Patrick Patterson | 1989 | 206  | 107  |
| 10 | Venezuela (bandiera)   | GA    | Greivis Vásquez   | 1987 | 198  | 100  |
| 13 | Stati Uniti (bandiera) | A     | Derrick Williams  | 1991 | 203  | 109  |
| 15 | Stati Uniti (bandiera) | A     | DeMarcus Cousins  | 1990 | 211  | 122  |
| 16 | Stati Uniti (bandiera) | G     | Ben McLemore      | 1993 | 196  | 88   |
| 22 | Stati Uniti (bandiera) | G     | Isaiah Thomas     | 1989 | 175  | 84   |
| 23 | Stati Uniti (bandiera) | G     | Marcus Thornton   | 1987 | 193  | 93   |
| 24 | Stati Uniti (bandiera) | A     | Carl Landry       | 1983 | 206  | 112  |
| 25 | Stati Uniti (bandiera) | A     | Travis Outlaw     | 1984 | 206  | 95   |
| 30 | Stati Uniti (bandiera) | A     | Reggie Evans      | 1980 | 203  | 111  |
| 33 | Stati Uniti (bandiera) | C     | Aaron Gray        | 1984 | 213  | 122  |
| 33 | Camerun (bandiera)     | A     | Luc Mbah a Moute  | 1986 | 203  | 104  |
| 34 | Stati Uniti (bandiera) | A     | Jason Thompson    | 1986 | 211  | 113  |
| 35 | Stati Uniti (bandiera) | A     | Royce White       | 1991 | 203  | 122  |
| 42 | Stati Uniti (bandiera) | A     | Chuck Hayes       | 1983 | 198  | 109  |
| 55 | Senegal (bandiera)     | C     | Hamady N'Diaye    | 1987 | 213  | 107  |

## Staff tecnico
- Allenatore: Michael Malone
- Vice-allenatori: Micah Nori, Chris Jent, Corliss Williamson
- Vice-allenatori per lo sviluppo dei giocatori: Ryan Bowen, Dee Brown
- Preparatore fisico: Daniel Shapiro
- Direttore dello sviluppo atletico: Chip Schaefer
- Preparatori atletici: Pete Youngman, Manny Romero